# Матвеевка (Новосибирская область)
Матве́евка — деревня в Чановском районе Новосибирской области. Входит в состав Матвеевского сельсовета.

## География
Площадь деревни — 21 гектар.

## Население
| 2002 | 2007 | 2010 |
| ---- | ---- | ---- |
| 61   | ↘37  | ↘15  |

## Инфраструктура
В деревне по данным на 2007 год функционирует 1 учреждение здравоохранения.